# 후타이촌
후타이촌(二居村)은 니가타현 미나미우오누마군에 설치되었던 촌이다. 현재의 유자와정에 해당한다.